# Lythria plumularia
Lythria plumularia ist ein Schmetterling (Nachtfalter) aus der Familie der Spanner (Geometridae). Das Artepitheton basiert auf dem lateinischen Wort plumula mit der Bedeutung „Federchen“ und bezieht sich auf die gewimperten Kammzähne der Fühler bei den Männchen.

## Merkmale

### Falter
Die Falter erreichen eine Flügelspannweite von 19 bis 22 Millimetern. Auf der ockergelben, gelbbraunen  oder graugelben Vorderflügeloberseite heben sich zwei breite purpurbraune Binden ab, von denen die mittlere zuweilen unterbrochen oder reduziert ist. Das Wurzelfeld ist verdunkelt. Die Hinterflügeloberseite ist gelb bis gelbbraun, das Wurzelfeld dunkel. Eine nahe dem Analwinkel beginnende purpurbraune Binde erreicht den Vorderrand oftmals nicht. Die Intensität der Färbung und die Ausgestaltung aller Zeichnungselemente variieren erheblich. Die Fühler der Männchen sind mit langen Kammzähnen versehen, diejenigen der Weibchen sind fadenförmig.

### Ei
Das Ei hat eine grünliche Farbe und eine längliche ovale Form. Es ist an den Enden abgeflacht, am oberen Pol etwas verbreitert und eingedrückt. Die gesamte Oberfläche ist mit sechseckigen Grübchen überzogen, die von scharfen Kanten begrenzt sind.

### Raupe
Erwachsene Raupen sind sehr schlank und gelbbraun, rötlich braun oder dunkelbraun gefärbt. Ihre Rückenlinie ist hellbraun bis gelbgrau, die Seitenstreifen haben eine helle gelbweiße, der Bauch eine hellgrüne Farbe. Am bräunlichen Kopf heben sich drei helle Längsstreifen sowie zwei Taster deutlich ab.

### Puppe
Die gelbgrüne Puppe ist braun gesprenkelt, auf dem Rücken matt rotbraun gefärbt und zeigt dunkelgraugrüne Flügelscheiden, deren hellgrüne Adern durchscheinen. Am Kremaster befinden sich vier kräftige sowie vier feine Borsten.

### Ähnliche Arten
Die Falter des Ampfer-Purpurspanners (Lythria cruentaria), des Knöterich-Purpurspanners (Lythria purpuraria) und von Lythria sanguinaria unterscheiden sich sämtlich durch das Fehlen der flächigen dunklen purpurbraunen Färbung an der Wurzel von Vorder- und Hinterflügeln und ein insgesamt helleres Erscheinungsbild.

## Verbreitung und Vorkommen

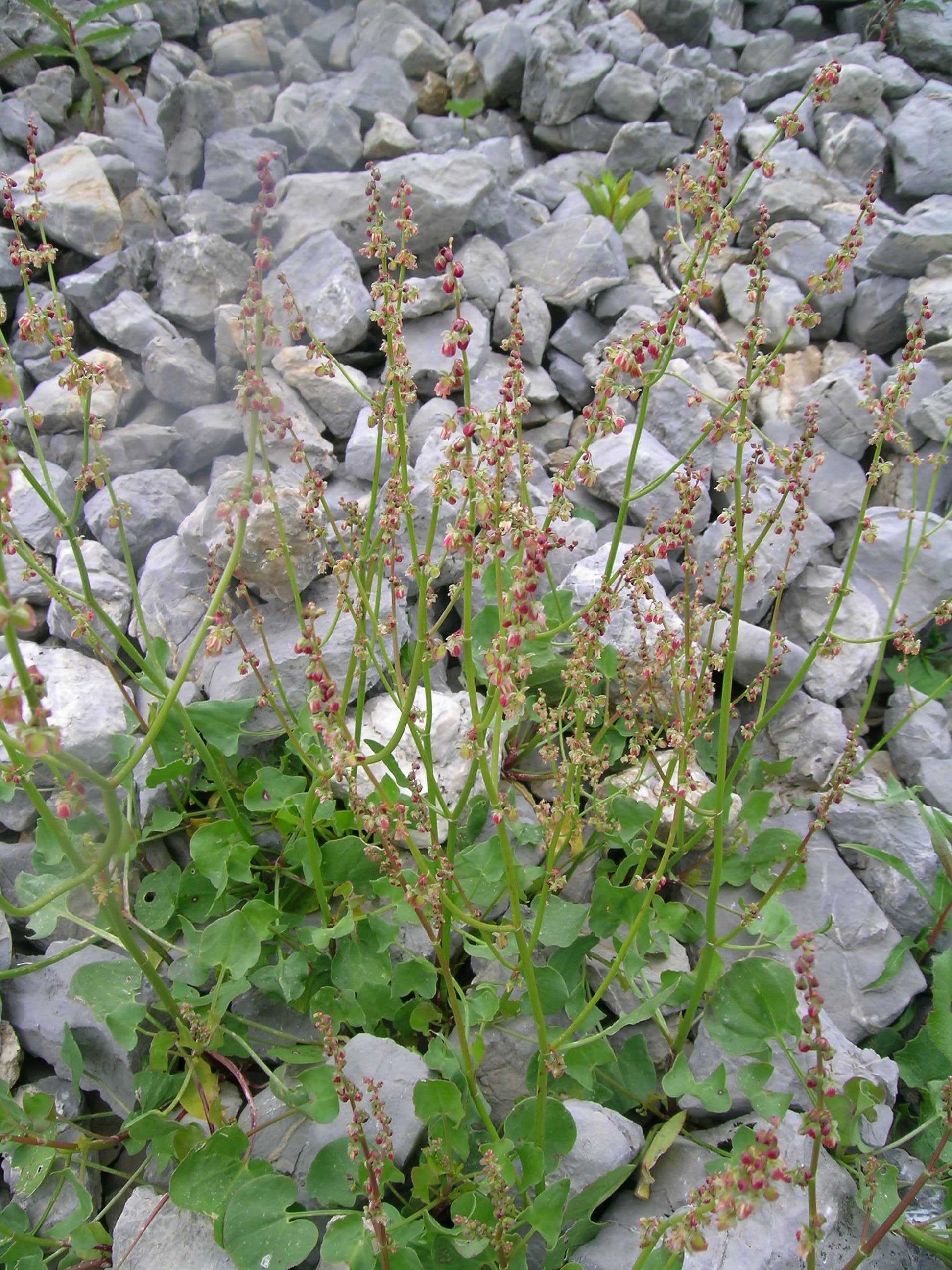
Schild-Ampfer (Rumex scutatus),
eine Nahrungspflanze der Raupen

Die Art kommt in den Alpen in Höhen von 1500 bis 2500 Metern vor. Sie besiedelt bevorzugt trockene Alpenwiesen, warme und steinige Abhänge sowie auch feuchte Senken.

## Lebensweise
Die Falter sind tagaktiv und fliegen gerne im Sonnenschein über Almwiesen. Sie erscheinen in den Alpen unmittelbar nach der Schneeschmelze und bilden eine Generation, deren Falter je nach Höhenlage von Mai bis August anzutreffen sind. Die Raupen ernähren sich in erster Linie von Ampferarten (Rumex), insbesondere von Schild-Ampfer (Rumex scutatus) oder Wiesen-Sauerampfer (Rumex acetosa). Sie entwickeln sich zwischen Juni und September. Die Verpuppung erfolgt in einem grobmaschigen Gespinst, in dem die Puppen überwintern.